# Saint-Étienne-le-Laus
Saint-Étienne-le-Laus ist eine französische Gemeinde im Département Hautes-Alpes in der Region Provence-Alpes-Côte d’Azur. Sie gehört zum Kanton Tallard im Arrondissement Gap. Sie ist Mitglied der Communauté de communes Serre-Ponçon Val d’Avance.

## Geographie
Zu Saint-Étienne-le-Laus gehört ein Teil des 1734 m hohen Mont Collombis. Die Gemeinde grenzt an Rambaud, La Bâtie-Vieille, Avançon, Théus, Remollon, Valserres und Jarjayes.  

## Bevölkerungsentwicklung
| Jahr      | 1962 | 1968 | 1975 | 1982 | 1990 | 1999 | 2008 | 2012 |
| --------- | ---- | ---- | ---- | ---- | ---- | ---- | ---- | ---- |
| Einwohner | 155  | 153  | 157  | 149  | 177  | 215  | 297  | 306  |

## Sehenswürdigkeiten
Notre-Dame du Laus ist ein von der katholischen Kirche in 2008 anerkannter Marienerscheinungsort. Hier soll Benoîte Rencurel ab Mai 1664 die Jungfrau Maria erschienen sein.

## Persönlichkeiten
- Benoîte Rencurel (1647–1718), Hirtin und Mystikerin